# Casa Museu Gaudí
Casa Museu Gaudí, gelegen binnen de omheining van het Park Güell, was gedurende twintig jaar – vanaf 1906 tot einde 1925 – het woonhuis van Antoni Gaudí. Op 23 september 1963 werd het ingehuldigd als museum en het bewaart een verzameling van meubels en voorwerpen die door de architect werden ontworpen.

## Geschiedenis
Aan het einde van de 19e eeuw, na een verblijf in het Verenigd Koninkrijk, wilde de Catalaanse industrieel Eusebi Güell i Bacigalupi bij zijn terugkomst in Barcelona een tuinstad voor de Catalaanse burgerij op de terreinen van het landgoed Can Muntaner de Dalt die hij in 1899 had aangekocht, bouwen. Hij gaf de opdracht voor dit project: een zestigtal woningen met tuinen en al de bijkomende noodzakelijke dienstgebouwen aan Gaudí. In 1914 werden de werken stopgezet waarna het project nooit afgemaakt is.
Van de voorziene woningen werden er slechts twee gebouwd (naast de oude woning van het landgoed, eigendom van Güell zelf, die reeds bestond): die van de geneesheer Trias i Domènech en het huidige huismuseum van Gaudí, dat moest dienen als voorbeeld om potentiële kopers aan te trekken. Deze modelwoning, ontworpen door de architect Francesc Berenguer i Mestres, gebouwd door de aannemer Josep Pardo i Casanovas en ontworpen door Gaudí zelf werd gebouwd tussen 1903 en 1905. Het werd te koop aangeboden, maar werd niet verkocht.
In 1906 werd het aangekocht door Gaudí waarna hij er met zijn vader en nicht ging wonen. Zijn vader is datzelfde jaar overleden en zijn nicht in 1912. Vanaf toen leefde Gaudí er alleen tot eind 1925, wanneer hij verhuist naar de loge-werkplaats van de tempel van de Sagrada Família, enkele maanden voor zijn dood in 1926. De architect schenkt het huis aan de Vereniging van de Tempel van de Sagrada Família die het op haar beurt weer verkoopt aan het echtpaar Chiappo Arietti. In 1960 koopt de Vereniging van de Vrienden van Gaudí het huis van de nakomelingen van het echtpaar om er een museum van te maken. Drie jaar later wordt Casa Museu Gaudí officieel geopend. Vanaf dat moment tot zijn dood in 2008 is Josep Maria Garrut de directeur van het museum geweest. In 1992 werd het huis aan de Stichting van de Bouwvereniging van de Expiatorische Tempel van de Sagrada Família afgestaan.

## Het gebouw
Het gebouw bestaat uit vier verdiepingen. De begane grond en de eerste verdieping zijn gewijd aan de verzameling die publiek toegankelijk is. De kelderverdieping is voor intern gebruik en op de tweede verdieping is de Enric Casanelles bibliotheek gevestigd, die men op afspraak bezoeken kan.
Enkele kamers zoals de slaapkamer, het bureau en het tochtportaal net als persoonlijke voorwerpen van Gaudí zijn in de sfeer geplaatst van toen Gaudí in het huis woonde. Er worden ook meubels tentoongesteld die Gaudí ontworpen heeft voor de gebouwen van het Casa Batlló, het Casa Calvet, het Casa Milà, het Casa Vicens en de crypte van de Güellkolonie. Deze voorwerpen, samen met de smeedijzeren elementen die de architect ook heeft ontworpen en die in de tuin worden tentoongesteld, zijn de meest waardevolle voorwerpen uit de verzameling. De verzameling bevat tevens meubels, beeldhouwwerk, schilderijen en andere objecten van medewerkers en worden in de verschillende kamers van het museum tentoongesteld.

## Fotogalerij

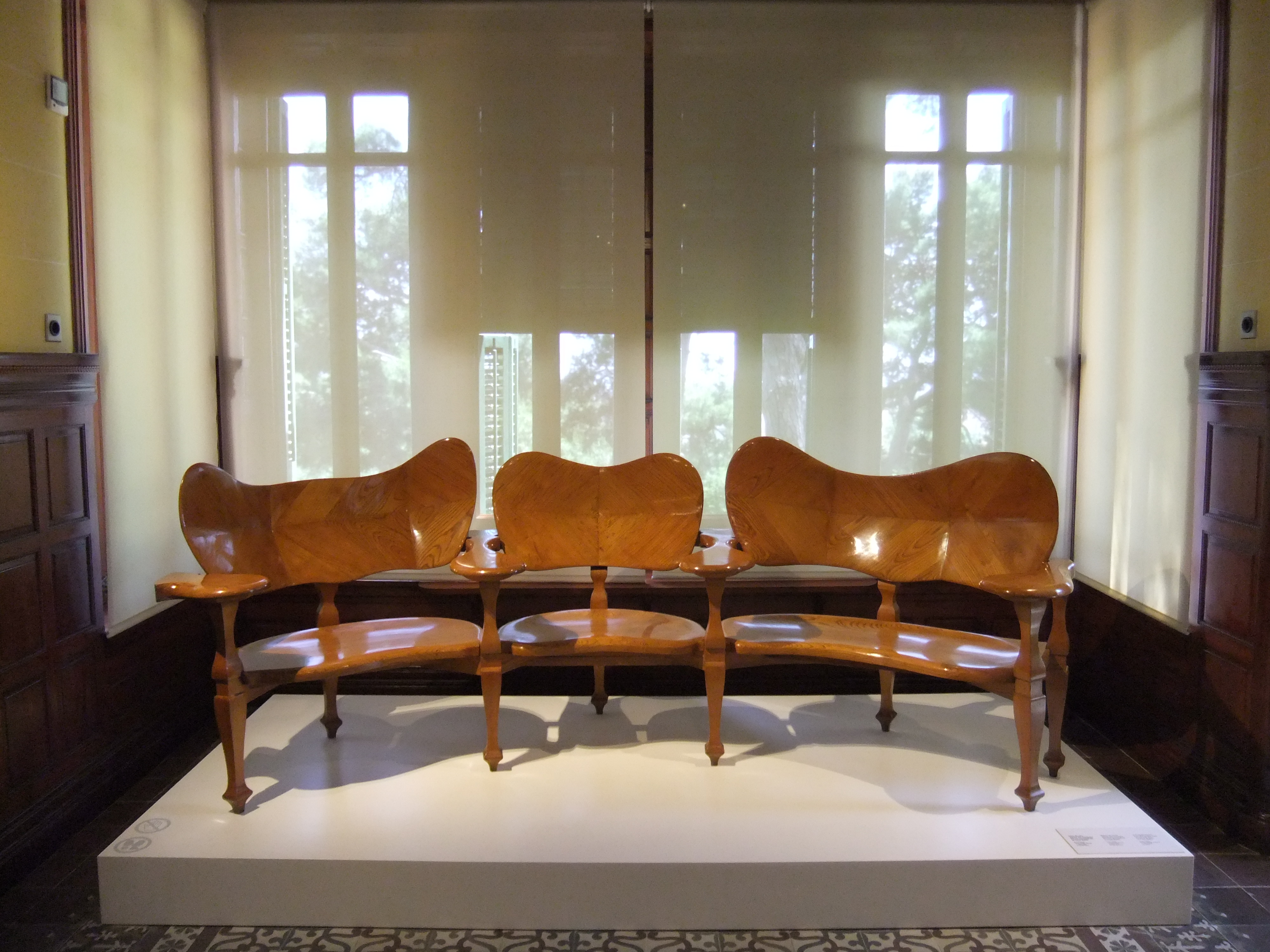
Bank in het Casa Museu Gaudí